# Saïd Haddou
Saïd Haddou (Issy-les-Moulineaux, 23 november 1982) is een Frans voormalig wielrenner. Hij was beroepsrenner tussen 2005 en 2012 en reed voor BigMat-Auber 93, Bouygues Télécom en Team Europcar. 

## Belangrijkste overwinningen
2004
- La Côte Picarde (U23)
- 4e etappe Boucles de la Mayenne

2005
- 4e etappe Tour de Gironde

2006
- 1e etappe Tour du Poitou-Charentes et de la Vienne

2007
- Tro-Bro Léon

2009
- Tro-Bro Léon

2011
- 5e etappe Ster van Bessèges

2012
- GP Tallinn-Tartu

## Resultaten in voornaamste wedstrijden
| Jaar | Ronde van Italië | Ronde van Frankrijk | Ronde van Spanje |
| ---- | ---------------- | ------------------- | ---------------- |
| 2007 |                  |                     |                  |
| 2009 | 163e             | 143e                |                  |
| 2010 |                  |                     |                  |
| 2011 |                  |                     |                  |
| 2012 |                  |                     |                  |

| Jaar | Milaan-San Remo | Gent-Wevelgem | Ronde van Vlaanderen | Parijs-Roubaix | Parijs-Tours |  | Wereldranglijsten |
| ---- | --------------- | ------------- | -------------------- | -------------- | ------------ |  | ----------------- |
| 2007 |                 |               |                      |                | 14e          |  | 227e (UPT)        |
| 2009 | 71e             |               | 47e                  | 26e            |              |  |                   |
| 2010 |                 |               |                      |                | 93e          |  |                   |
| 2011 |                 | 62e           |                      | 61e            |              |  |                   |
| 2012 |                 | 117e          |                      | 38e            |              |  |                   |